# Robert MacIver
Robert Morrison MacIver (* 17. April 1882 in Stornoway, Äußere Hebriden, Schottland; † 15. Juni 1970 in New York City, New York) war ein aus Schottland stammender US-amerikanischer Soziologe, der insbesondere durch sein 1947 erschienenes Buch The Web of Government bekannt wurde.

## Leben
Der Sohn eines Kaufmanns studierte nach dem Schulbesuch zunächst an der University of Oxford und schloss dieses Studium 1907 mit einem Bachelor of Arts (B.A.) ab. Im Anschluss war er zuerst Lecturer für Politikwissenschaft an der University of Aberdeen, ehe er dort anschließend zwischen 1911 und 1915 Lecturer für Soziologie war. Daneben setzte er seine eigenen Studien fort und erwarb 1915 einen Philosophiae Doctor (Ph.D.) an der University of Edinburgh.
1915 übersiedelte er nach Kanada, wo er von 1915 bis 1927 Professor für Politikwissenschaft an der University of Toronto war. Daneben war er auch während des Ersten Weltkrieges Mitarbeiter der Kanadischen Behörde für Kriegsarbeit (Canadian War Labor Board).
Im Anschluss wurde er 1927 Professor am Barnard College in New York City und übte diese Lehrtätigkeit bis 1936 aus. Daneben war er zugleich zwischen 1929 und 1950 Professor für Soziologie an der dortigen Columbia University. MacIver, der sowohl Mitglied der American Academy of Arts and Sciences (1934) als auch der American Philosophical Society war, wurde 1940 für ein Jahr Präsident der American Sociological Association (ASA).
Zuletzt war er von 1963 bis 1965 Präsident der New School for Social Research sowie anschließend zwischen 1965 und 1966 Kanzler dieser Institution.
Ihm zu Ehren wurde darüber hinaus der Robert M. MacIver Chair of Sociology and Government an der University of Massachusetts in Amherst gegründet, den unter anderem Hans Speier zwischen 1969 und 1973 innehatte.

## Werk
In seinen Schriften beschäftigte er sich u. a. mit dem Leviathan von Thomas Hobbes und dem Begriff der Kausalität. Er wies auf den Funktionsverlust der (Klein-)Familie hin, vertrat jedoch die Position, dass diese Funktionen besser von anderen Organisationen in der Gesellschaft übernommen werden könnten, so dass die Familie emotional entlastet werden könne.

## Veröffentlichungen
- Community: A Sociological Study (1917)
- Elements of Social Science (1921)
- The Modern State (1926)
- Society: Its Structure and Changes (1931)
- Society: A Textbook of Sociology (1937)
- Leviathan and the People (1939)
- Social Causation (1942)
- The More Perfect Union (1948)
- The Pursuit of Happiness (1955)
- Academic Freedom in Our Time (1955)
- The Nations and the United Nations (1959)
- Life: Its Dimensions and Its Bounds (1960)
- The Challenge of the Passing Years (1962)
- Power Transformed (1964)
- The Prevention and Control of Delinquency (1966)
- As a Tale That Is Told (1968) (Memoiren)
- Politics and Society (1969)
- On Community, Society, and Power: Selected Writings (1970)